# Polystichum atkinsonii
Polystichum atkinsonii là một loài thực vật có mạch trong họ Dryopteridaceae. Loài này được Bedd. miêu tả khoa học đầu tiên năm 1876.